# Stephen Reid (artiste)
Pour les articles homonymes, voir Stephen Reid et Reid.
Stephen Reid, né en 1873 et mort en 1948, est un illustrateur et peintre écossais.
Né à Aberdeen, il a étudié à la Gray's School of Art et la Royal Scottish Academy. Il est nommé à la Royal Society of British Artists à l'âge de 33 ans. Ses premiers travaux sont influencés par Edwin Austin Abbey.
Il a illustré le livre d'Alfred Noyes, The Magic Casement (1908), d'Eric Wood's Famous Voyages of the Great Discoverers (1910) et d'Eleanor Hull The Boys' Cuchulain (1910). Il a également contribué à des magazines, notamment The Strand Magazine et The Connoisseur.